# 複合果

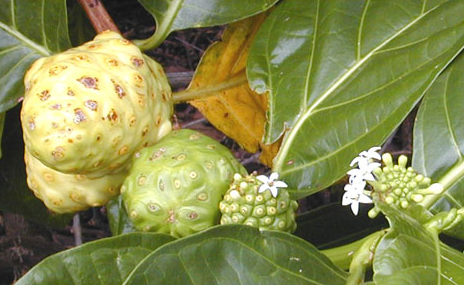
ヤエヤマアオキ（アカネ科）における花の集まりから複合果への発達過程（右から左）

複合果（ふくごうか）または複果、多花果（たかか）（英: multiple fruit, compound fruit, polyanthocarp fruit, polyanthocarp）とは、複数の花に由来する複数の果実からなるまとまった構造のことである。
これに対して、1個の花に由来する独立した果実は、単花果（たんかか、英: monothalamic fruit）とよばれる。単花果の中には、1個の雌しべに由来する単果と、複数の雌しべに由来する集合果がある。

## 定義
果実はふつう1個の花の1個の雌しべの子房からつくられるが（単果）、1個の花の複数の雌しべに由来する果実（集合果）もある。単果と集合果はいずれも1個の花に由来し、このような果実は単花果とよばれる。
一方、1個の花が1個の果実となるが、複数の花に由来する複数の果実が集まってひとまとまりの構造となる場合、これは複合果または多花果とよばれる。ただし、どの程度まとまっていれば複合果とよべるのか明瞭な基準があるわけではない。
複合果（多花果）のうち、果実が密集しているが合着していないものは果実群（desmocarpium）、互いに合着しているものは果実塊（sorocarpium）とよばれることがある。
また、複合果のことを集合果（本来は1個の花の複数の雌しべに由来する果実のまとまりの意味）とよんでいる例もある。

## 複合果の例
複合果（多花果）は、単位となる果実のタイプによって類別され、また特別な名称をもつものもある。

### 袋果型多花果

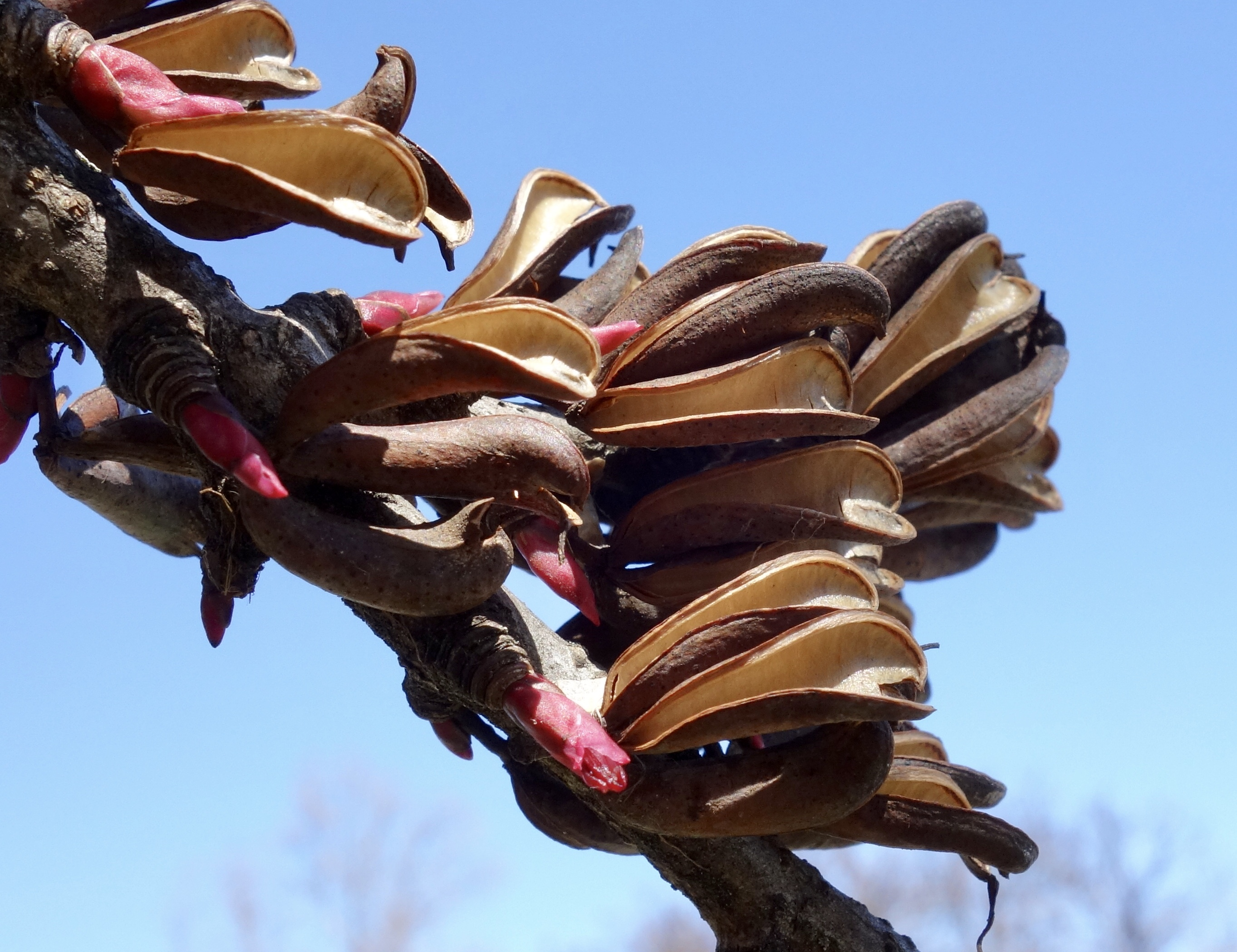
カツラの袋果型多花果

1つの花の雌しべが袋果（1心皮からなる乾果であり、1線で裂開する果実）となり、これが多数集まってひとまとまりとなったものは、袋果型多花果（folliconum, multiple fruit of follicles）とよばれる。袋果型多花果は、バンクシア属（ヤマモガシ科）などに見られる。またカツラ（カツラ科）では複数の袋果がまとまってつくが、これは1個の雌しべからなる複数の花に由来するとも考えられており、袋果型多花果の例とされることがある。

### 蒴果型多花果

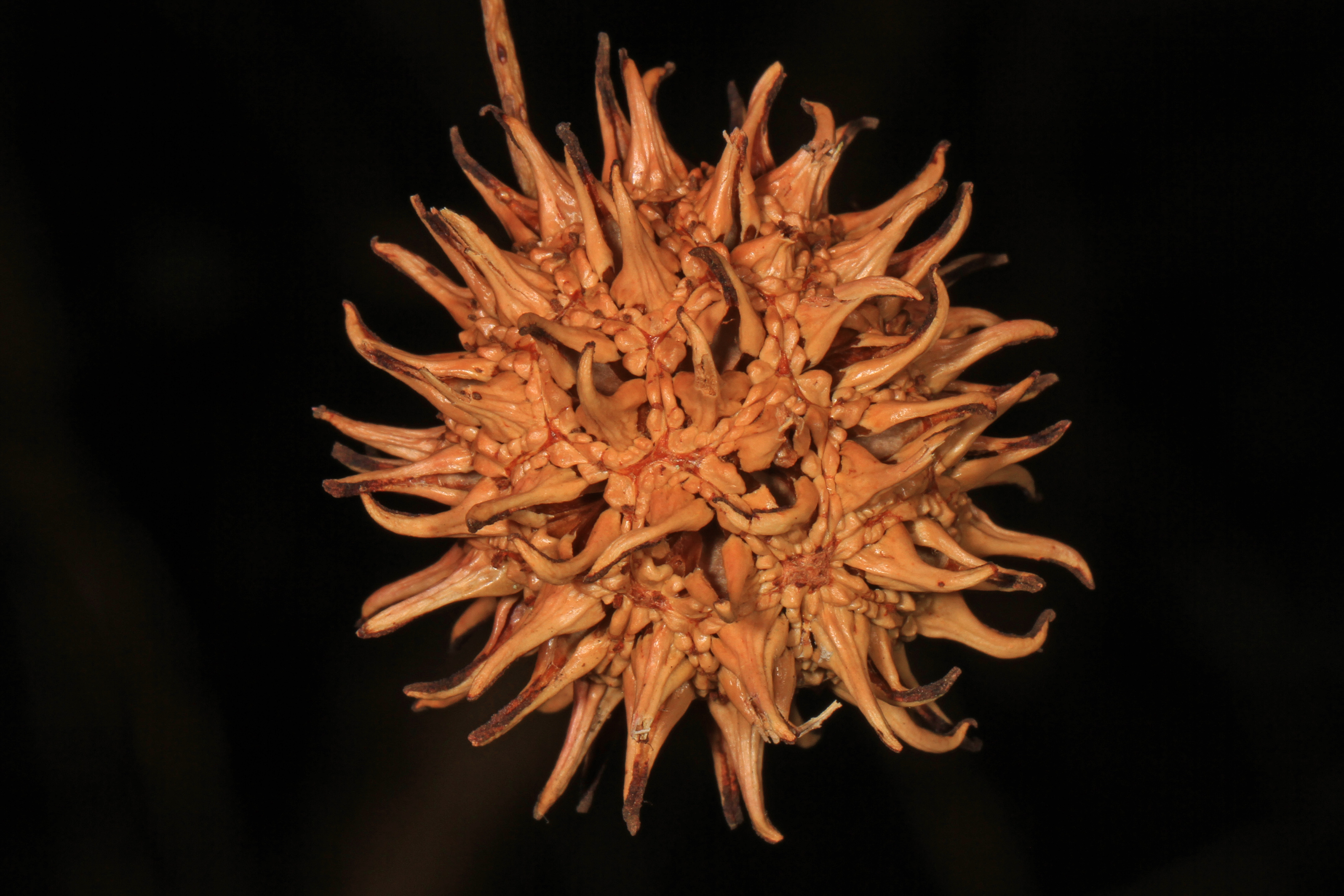
モミジバフウの蒴果型多花果

1つの花の雌しべが蒴果（複数の心皮からなる乾果であり、裂開する果実）となり、これが多数集まってひとまとまりの構造となったものは、蒴果型多花果（capsiconum, multiple fruit of capsules）とよばれる。蒴果型多花果は、ドクダミ（ドクダミ科）、フウ属（フウ科）、ヤナギ科、Pancheria（クノニア科）、Eucalyptus lehmannii（フトモモ科）、タニワタリノキ連（アカネ科）などに見られる。

### 痩果型多花果

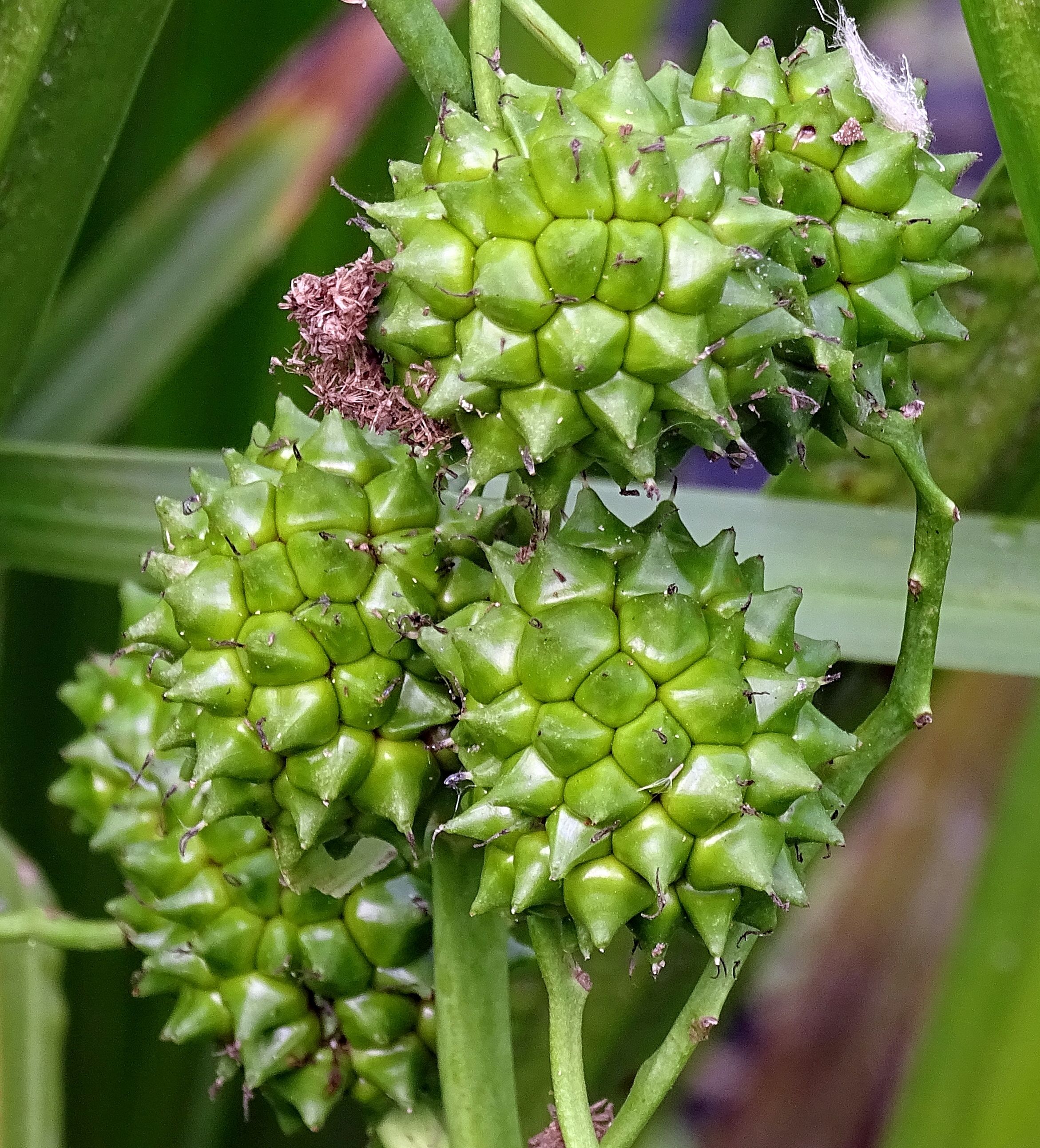
ミクリ（ガマ属）の痩果型多花果

1つの花の雌しべが痩果（1個の種子を含み、裂開しない乾果）となり、これが多数集まってひとまとまりの構造となったものは、痩果型多花果（achenosum, multiple fruit of achenes）とよばれる。痩果型多花果は、ミクリ属（ガマ科）、プラタナス（スズカケノキ科）、Leucosyke（イラクサ科）などに見られる。

### 漿果型多花果

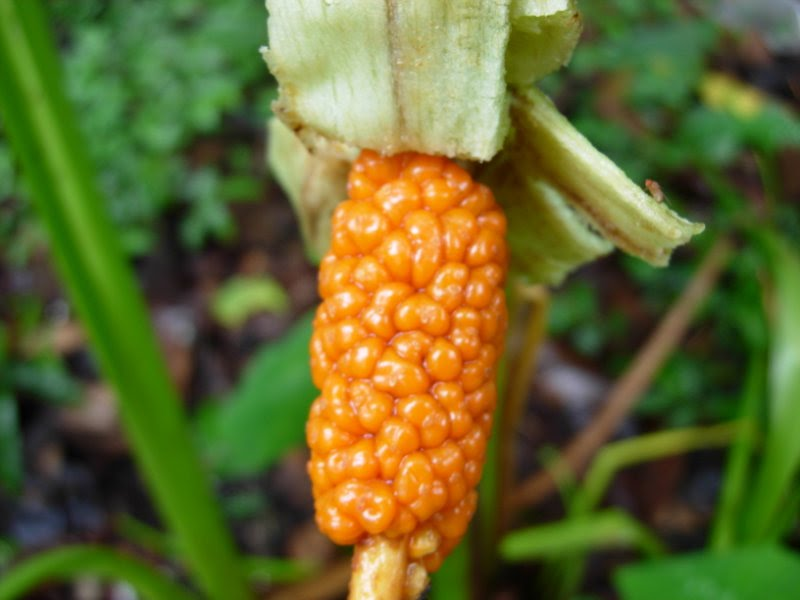
サトイモ属（サトイモ科）の漿果型多花

1つの花の雌しべが漿果（狭義の液果、真正液果; 中果皮・内果皮が多肉質または多汁質である多肉果）となり、これが多数集まってひとまとまりの構造となったものは、漿果型多花果（multiple fruit of berries）とよばれる。漿果型多花果は、サトイモ科、サルトリイバラ科などに見られる。
ヒョウタンボクなどスイカズラ属の一部（スイカズラ科）は2個の花に由来する2個の漿果が合着した果実を形成し、このような複合果は特に bibacca ともよばれる。
漿果型多花果に加え、下記の核果型多花果やクワ状果など、複数の花に由来する多肉質・液質の果実のまとまりであり、なおかつ花床など他の構造で覆われていないものは、sorosus (sotosis, coenocarpium) ともよばれる。sorosus はパイナップル（パイナップル科）、パナマソウ科、タコノキ科、パラミツ（クワ科）、ツチトリモチ科などに見られる。単位となる果実の多肉・多汁質部の由来はさまざまであり、パイナップルでは、果皮に加えて花序軸や花托、苞なども多汁質になる。

### 核果型多花果

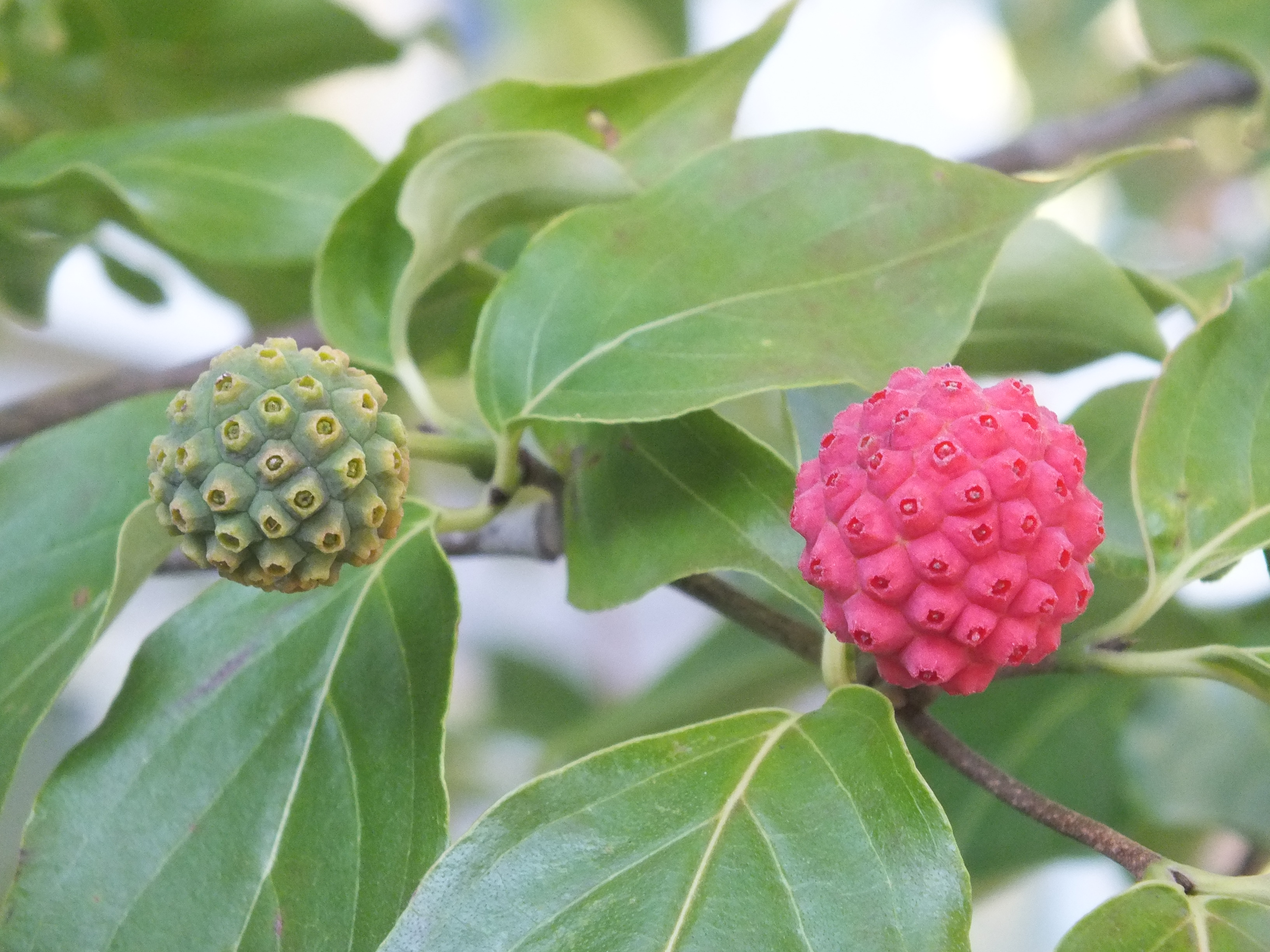
ヤマボウシの核果型多花果

1つの花の雌しべが核果（種子を包む内果皮が硬化して核となり、中果皮が多肉質または多汁質である果実）となり、これが多数集まってひとまとまりの構造となったものは、核果型多花果（multiple fruit of drupelets）とよばれる。核果型多花果は、ヤマボウシ（ミズキ科）、ヤエヤマアオキ（アカネ科）などに見られる。またツルアリドオシ属（アカネ科）では、2個の核果が合着しており、bibacca（上記）ともされる。

### クワ状果

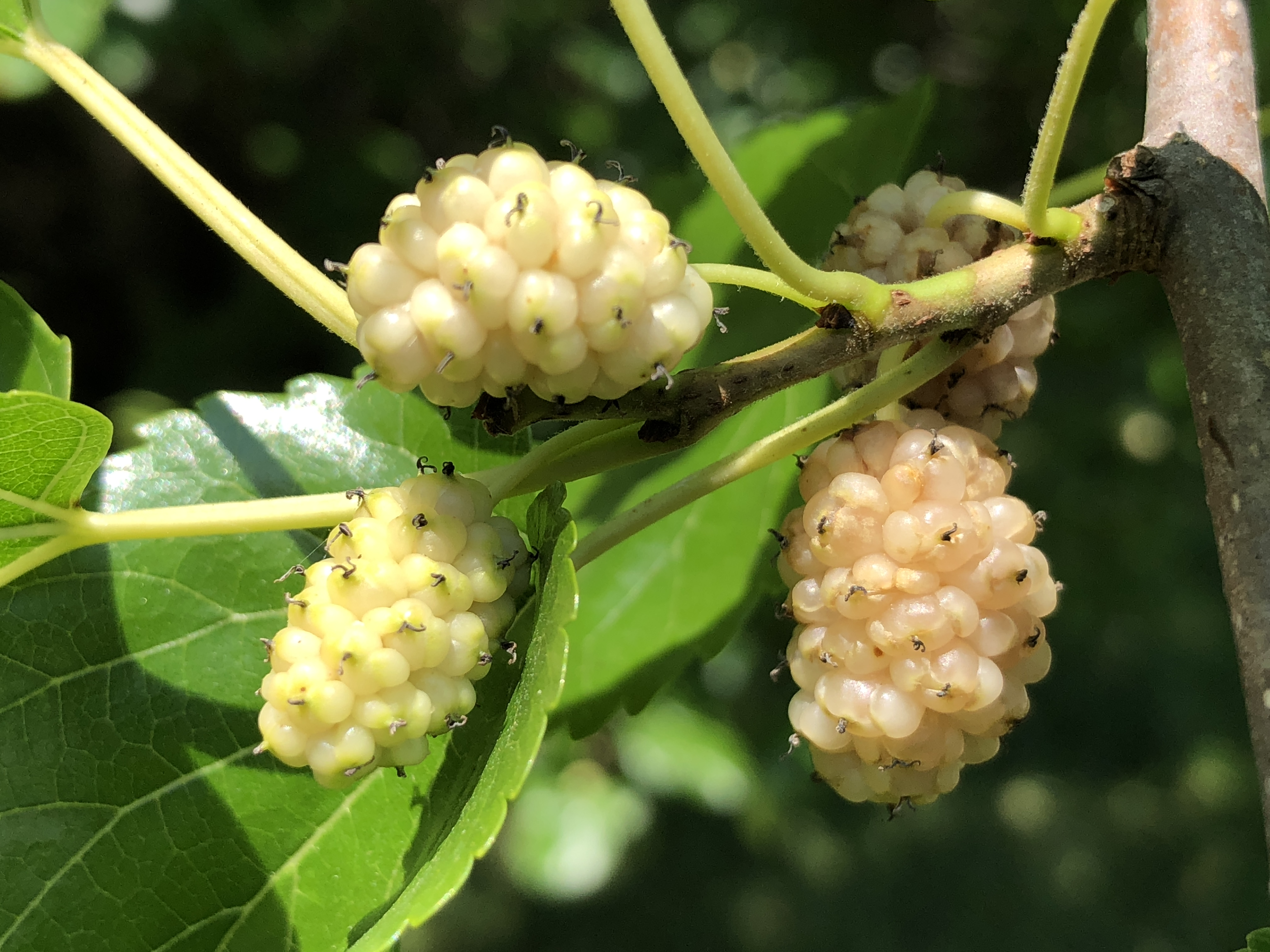
カラヤマグワのクワ状果

クワ属やコウゾ属（クワ科）では、雌花が集まってつき、それぞれの雌花の雌しべは痩果となるが、それぞれ肉質化した花被で包まれる。そのため個々の果実は偽果であり、これが密に集まった複合果はクワ状果とよばれる。

### イチジク状果

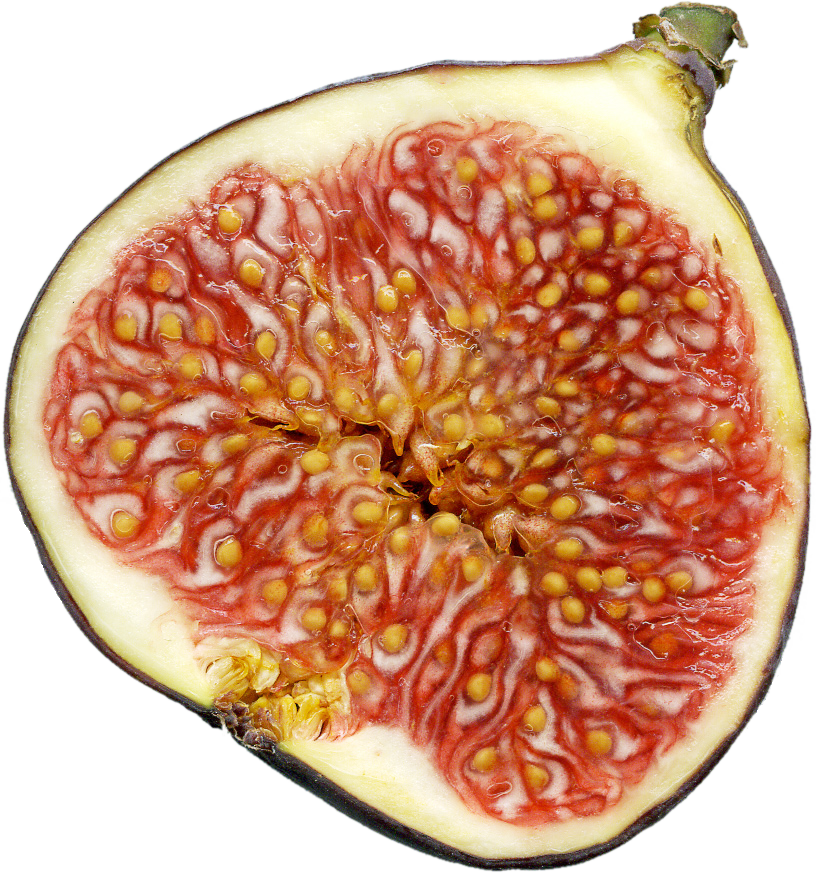
イチジクのイチジク状果の縦断面

イチジク属（クワ科）では、枝の先端が大きくつぼ状になり、その内面に多数の花をつける（花嚢、隠頭花序）。花後にそれぞれの雌花は痩果となり、花をつけたつぼ状の花床（花嚢、果嚢）内面が肉質化する。この多数の痩果が壷状の花床（果嚢）で包まれた構造は、イチジク状果（syconium）とよばれる。イチジク状果はほとんどの部分が壷状の花床で占められているため、偽果でもある。
このようなイチジク属の特異な花のつき方は、極めて特異な花粉媒介様式と関係している。イチジク属のそれぞれの種では、基本的に特定の種のイチジクコバチが花粉媒介者となっている。イチジク属には雌雄同株の種と雌雄異株の種があるが、雌雄同株のイチジク類では、花粉をつけたイチジクコバチの雌が花嚢頂端の小孔から侵入し、授粉した後に特殊な雌花（虫えい花）に産卵する。そこから発生した雄のイチジクコバチは雌と交尾の後に死ぬが、雌のイチジクコバチは花嚢から脱出して別の花嚢へ飛び去るが、この際に花嚢内では雄花が咲いており花粉が雌のイチジクコバチに付着する。一方、雌雄異株のイチジク類では、イチジクコバチの雌が雄株の花嚢に侵入した場合は前記と同様に産卵して花粉をつけた雌が脱出するが、雌株の花嚢に侵入した場合は産卵できず、授粉した後に死ぬ。日本で栽培されているイチジクは単為結実性であり、イチジクコバチによる受粉がなくても結実する。

### ストロビル

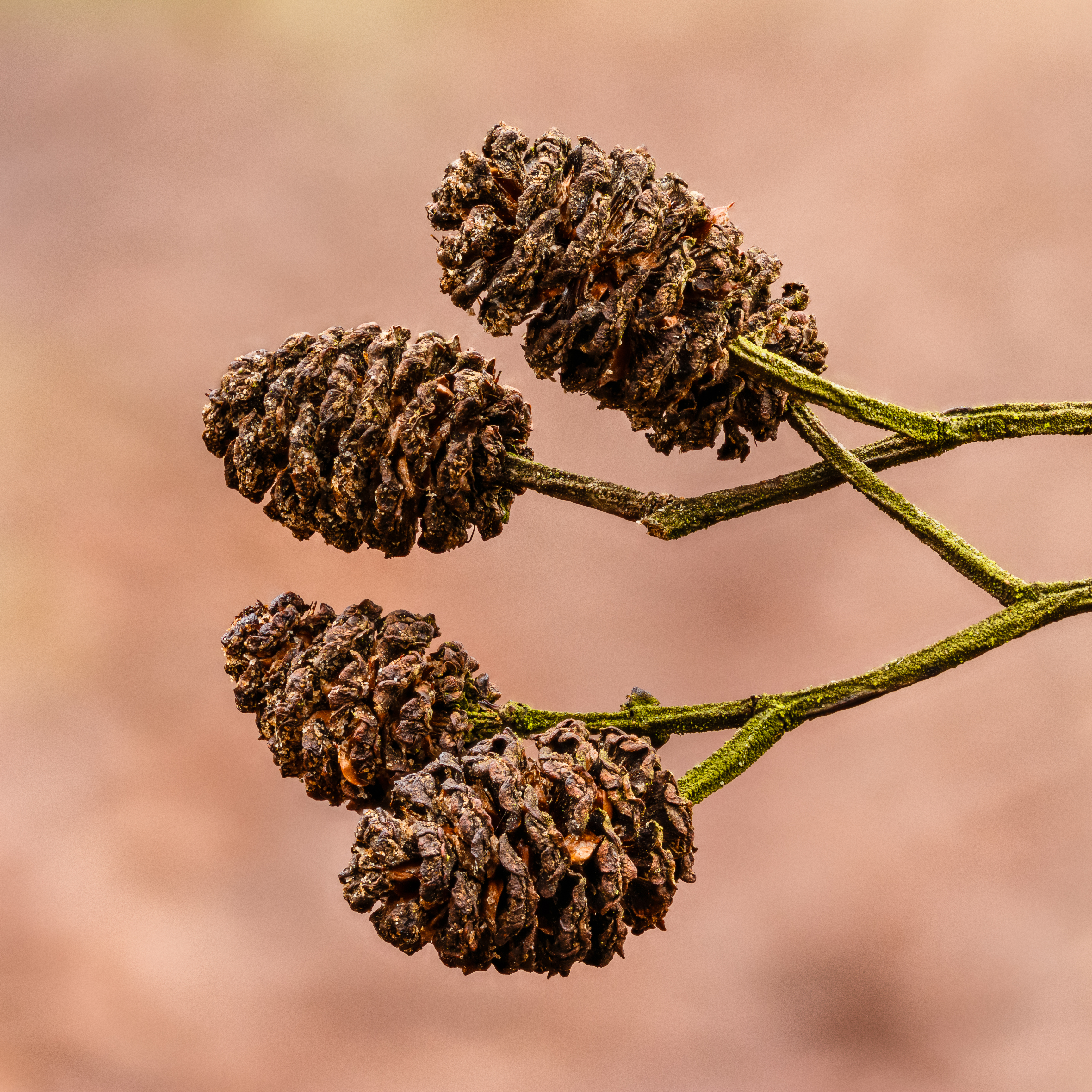
ヨーロッパハンノキ（カバノキ科）のストロビル

軸に多数の苞（果苞、果鱗ともよばれる）がつき、その葉腋に果実（痩果または堅果）がついているまとまりは、ストロビル（ストロビラ、果穂; strobile, strobilus）とよばれる。このような構造は、achenoconum ともよばれる。この意味でのストロビルは、カバノキ科やカラハナソウ（アサ科）、Petrophile（ヤマモガシ科）などに見られる。
strobile という用語は、裸子植物球果類（針葉樹）の球果（まつかさ）に対しても用いられる用語であるが、裸子植物は雌しべ（子房）をもたないため、球果類の球果は果実ではない。